# Якиманский монастырь (Можайск)

Белокаменная кладка Иоакимо-Анновского собора XIV века в составе более поздней Ахтырской церкви

Можайский Якиманский монастырь — монастырь, существовавший в городе Можайске в XVI—XVIII веках.

## История
Первое упоминание в документах датируется 1504 годом: межевая грамота описывает монастырские владения как «старые межи». Входил в городское кольцо из десяти монастырей, защищавший со всех сторон Можайский кремль. Был одним из 17 можайских монастырей XVI века, из которых до нашего времени сохранился лишь Лужецкий.
Ещё до образования монастыря на его территории существовал каменный собор 1390-х годов во имя Святых Иоакима и Анны.
В XVI веке к этому собору были пристроены приделы Воскресения Христова и святого Леонтия Ростовского. Вокруг монастыря существовала Якиманская слободка, сам монастырь имел размеры 120 на 70 саженей. На территории монастыря находилась также деревянная шатровая трапезная церковь Трёх Святителей: Василия Великого, Григория Богослова и Иоанна Златоуста. Имелись Святые ворота с образами на обе стороны, две кельи игумена и шесть келий братских.
В 1675 году монастырь сгорел; очевидно, тогда была утрачена деревянная шатровая церковь.
В 1676 году был приписан к Лужецкому монастырю.
В 1764 году Якиманский монастырь был упразднён указом Екатерины II.
В 1770-х годах каменный собор и его придел были капитально перестроены.
В 1867 году Иоакимо-Анненский собор был снесён, а придел выделился в самостоятельный храм, получивший название в честь Ахтырской иконы Божией Матери. Причём древняя кладка северной стены бывшего собора стала южной стеной нового храма. Эта стена — одно из древнейших сооружений Московской области.
В 1871 году по проекту Казимира Гриневского был построен большой каменный храм Иоакима и Анны с колокольней, надстроенной в 1893 году по проекту Павла Егорова, и приделами святителя Николая Чудотворца и Ахтырской иконы Божией Матери. В советское время храм не закрывался.

## Ансамбль
- Церковь Иоакима и Анны
- Храм Ахтырской иконы Божьей Матери